# 尤格河
尤格河（羅馬化：Yug）是俄羅斯河流，也是北德維納河的支流，長度為574公里，發源地在沃洛格達州的尼科利斯克附近，該河向北方流動，在大烏斯秋格附近跟蘇霍納河形成北德維納河。